# Cateus
Cateus is een geslacht van kevers uit de familie  
kniptorren (Elateridae).
Het geslacht is voor het eerst wetenschappelijk beschreven in 2001 door Platia & Gudenzi.

## Soorten
Het geslacht omvat de volgende soorten:
- Cateus diehli Platia & Gudenzi, 2001
- Cateus merkli Platia & Gudenzi, 2001
- Cateus nylanderi Platia & Gudenzi, 2001
- Cateus pendleburyi Platia & Gudenzi, 2001
- Cateus philippinus Platia & Gudenzi, 2001
- Cateus risiei Platia & Gudenzi, 2001